# Dvor (Mohačka mikroregija, Mađarska)
Udvar ili Dvor  (mađ. Udvar) je selo u južnoj Mađarskoj.
Zauzima površinu od 4,40 km četvornih.

## Zemljopisni položaj
Nalazi se na 45° 24' 2" sjeverne zemljopisne širine i 18° 39' 35" istočne zemljopisne dužine, jugozapadno od Mohača. Nalazi se na granici s Republikom Hrvatskom. Majša je 5 km zapadno, 

## Upravna organizacija
Upravno pripada Mohačkoj mikroregiji u Baranjskoj županiji. Poštanski broj je 7718.

## Povijest
U povijesti se spominje i kao Wdwarth.

## Stanovništvo
U Udvaru živi 159 stanovnika (2008.).
Stanovnike Dvora (Udvara) naziva se Dvorlijama (postoji i oblik prezimena) i Dvorlijkama, a pridjev je dvorski.

## Vanjske poveznice
- (mađ.) Udvar a Vendégvárón[neaktivna poveznica]
- Udvar na fallingrain.com